# J. Edwin Ellerbe
James Edwin Ellerbe (* 12. Januar 1867 in Sellers,  Marion County, South Carolina; † 24. Oktober 1917 in Asheville, North Carolina) war ein US-amerikanischer Politiker. Zwischen 1905 und 1913 vertrat er den Bundesstaat South Carolina im US-Repräsentantenhaus.

## Werdegang
J. Edwin Ellerbe besuchte die Pine Hills Academy und studierte danach an der University of South Carolina in Columbia. Er beendete seine Ausbildung im Jahr 1887 am Wofford College in Spartanburg. In den folgenden Jahren arbeitete Ellerbe in der Landwirtschaft. Gleichzeitig begann er als Mitglied der Demokratischen Partei eine politische Laufbahn.
Zwischen 1894 und 1896 saß Ellerbe als Abgeordneter im Repräsentantenhaus von South Carolina. Im Jahr 1895 war er Delegierter auf einer Versammlung zur Ṻberarbeitung der Verfassung seines Heimatstaates. 1904 wurde er als im sechsten Wahlbezirk von South Carolina in das US-Repräsentantenhaus in Washington, D.C. gewählt, wo er am 4. März 1905 die Nachfolge von Robert B. Scarborough antrat. Nach drei Wiederwahlen konnte er bis zum 3. März 1913 vier zusammenhängende Legislaturperioden im Kongress absolvieren. Kurz vor Ablauf seiner letzten Amtszeit wurde der 16. Verfassungszusatz in Kraft gesetzt.
Für die Wahlen des Jahres 1912 wurde er von seiner Partei nicht mehr für eine weitere Amtszeit nominiert. In den verbleibenden Jahren bis zu seinem Tod im Oktober 1917 arbeitete Edwin Ellerbe wieder in der Landwirtschaft. Er wurde auf dem Familienfriedhof in seiner Geburtsstadt Sellers beigesetzt.